# Stazione di Alice Belcolle
La stazione di Alice Belcolle è una fermata ferroviaria della ferrovia Asti-Genova a servizio dell'omonimo comune.
La fermata viene classificata dal gestore Rete Ferroviaria Italiana all'interno della categoria bronze.

## Storia
La stazione, all'epoca denominata "Alice Bel Colle", venne attivata il 18 giugno 1893, all'apertura del tronco da Asti a Ovada della ferrovia Asti-Genova.
In passato era presente un binario di raddoppio, successivamente eliminato con conseguente trasformazione in fermata.